# CR ayumi hamasaki 浜崎あゆみ物語 -序章-
CR ayumi hamasaki 浜崎あゆみ物語 -序章-（シーアールあゆみはまさき・はまさきあゆみものがたり じょしょう）は、ビスティが開発・製造しフィールズが販売するパチンコ機（デジパチのCR機）。2011年7月に発売された。

## 概要
その名の通り歌手・浜崎あゆみとのタイアップ機。フィールズでは台の演出について「『浜崎あゆみ』というひとりの少女が、夢にたどり着くまでのストーリーを描いています」「特別編集によるLIVE映像でたどる13年間の飛躍の軌跡を収録」とプレスリリースでうたっている。撮り下ろしの実写ムービー演出には浜崎本人だけでなくDJ OZMAなども登場する。2011年11月には大当たり確率等を変更した甘デジタイプの「Sweet Version」「Light Version」の2機種を追加発売した。
ただ一方で、東日本大震災以後節電が強く叫ばれるようになった中でのパチンコ機発売となったことなどに対する批判も少なくない。特に本機種においては、メーカー・販社以外に浜崎あゆみ本人にも批判の一部が向かっており、本人がTwitter上で釈明する事態となった。その釈明によれば、自分の曲や新たに撮り下ろした映像（基本的には2年前に撮影したもの）がパチンコ機で使用されることについては事前に了解していたものの、具体的な機種全体の概要や発売時期・プロモーション等については一切連絡がなかったとしており、最終的には「私やavexの持つ権利などなど、そういった問題は、もう会社に任せます。こりゃもう、いちアーティストの私の手におえる範疇ではもはやないんで」と語るに至っている。

## スペック

### 通常版
- 大当たり確率：1/299.3（確率変動中1/33.6）
- 確率変動突入率：66%
- 賞球数：3&10&14
- ラウンド振り分け／
  - ヘソ：16R確変 - 6%、11R確変 - 22%、2R確変 - 25%、11R通常 - 34%、その他（実質9R/6R/3R）確変 - 13%
  - 電チュー：16R確変 - 15%、11R確変 - 38%、11R通常 - 34%、その他確変 - 13%

### Light Version
- 大当たり確率：1/159.8（確率変動中1/22.8）
- 確率変動突入率：65%
- 賞球数：3&3&10&12

### Sweet Version
- 大当たり確率：1/99.6（確率変動中1/12.1）
- 確率変動突入率：60%
- 賞球数：3&3&10&10

### 注
1. ↑  パチンコ・パチスロ機の演出で浜崎の曲が使用されたこと自体は初めてではない。本機種以前にも、2010年発売の『パチスロ新鬼武者』（ロデオ）の例がある。